# Karlssongruppen
Karlssongruppen AB är en småländsk koncern som ursprungligen grundades 1923 med syfte att bedriva godstransport på landsväg. Verksamheten utökades snart med busstrafik. Då den svenska lokala och regionala järnvägsmarknaden avreglerades 1989 grundades dotterbolaget BK Tåg AB för att bedriva regionaltrafik på de linjer som dåvarande Statens Järnvägar ansåg olönsamma. Företaget var först i landet med att köra persontrafik på järnväg efter avregleringen. 
Den 21 mars 2005 försatte tingsrätten i Eksjö BK Tåg i konkurs på dess egen begäran. Orsaken var, enligt BK Tåg, dåliga villkor med Rikstrafiken för trafiken på Stångådalsbanan och Tjustbanan. Företaget ombildades till BK Tåg Sverige AB som den 6 november 2006 köptes i sin helhet av Nya Inlandsgods AB. Karlssongruppen bedriver i dag verksamhet i dotterbolagen BK Buss AB, BK Travel Solutions AB, Wetlandia AB samt Svenska EA-Bussar AB. Huvudkontoret ligger i Vetlanda.